# Tracker.NewFS
Tracker.NewFS — файловый менеджер в BeOS, созданный в результате модификации OpenTracker. 

## Описание
Трекерами именуется класс программ в BeOS, предназначеных для управления файлами. Благодаря файловой системе BeFS, может выполнять роль медиа-органайзера, почтовой программы, мессенджера, просмотрщика изображений и т. д. Отличается оптимизацией действий с файлами. Также поддерживает различные темы, доступные на сайте разработчика.